# آسپلوندیا کاسپیداتا
آسپلوندیا کاسپیداتا (نام علمی: Asplundia cuspidata) نام یک گونه از پیدازادان است.